# Querol (kommun)
Querol är en kommun i Spanien.   Den ligger i provinsen Província de Tarragona och regionen Katalonien, i den östra delen av landet, 400 km öster om huvudstaden Madrid. Antalet invånare är 559. Arean är 72 kvadratkilometer. Querol gränsar till Santa Maria de Miralles, La Llacuna, Pontóns, Aiguamúrcia, El Pont d'Armentera och Pontils. 
Terrängen i Querol är huvudsakligen lite kuperad.